# Клименко Іван Семенович
Іван Семенович Клименко (1862 — після 1917) — член III Державної думи від Чернігівської губернії.

## Життєпис
Із спадкових дворян. Землевласник Мглинського повіту (118 десятин, а також млин і будинок у Мглині).
Закінчив Новгород-Сіверську гімназію та юридичний факультет Університету Святого Володимира (1887).
Після закінчення університету був обраний дільничним мировим суддею Мглинського повіту. Зі скасуванням мирового інституту був земським начальником 3-ї ділянки Мглинського повіту. З 1887 року обирався гласним Чернігівських губернських земських зборів. У земстві спочатку працював у сфері страхування, а потім над питанням перетворення емеритальної каси. Був членом Союзу 17 жовтня.
У 1907 був обраний членом III Державної думи від 2-го з'їзду міських виборців Чернігівської губернії. Входив до фракції октябристів. Був членом таких комісій: продовольчої; із судових реформ; з виконання державного бюджету доходів і видатків; з народної освіти.
5 жовтня 1919 року Івана Клименка було заарештовано за звинуваченням в участі у «контрреволюційному повстанні» проти радянської влади в місті Мглин. 10 листопада 1919 року Гомельською губернською надзвичайною комісією (Губчека) його засуджено до смертної кари.
Був одружений, мав двох дітей.